# شهرگرایی
شهرگرایی یا اوربانیسم سبک‌های زندگی، ارزش‌ها، و نقطه نظراتی که خصوصیات مردمی که در شهرها ساکن می‌شوند را مشخص می‌کند.

## تعریف
شهرگرایی به فرهنگ و شیوهٔ زیست شهرنشینان گفته می‌شود که به وضوح از شیوهٔ زیست و فرهنگ دیگر مردمان متفاوت است. مهم‌ترین تفاوت آن است که در این فرهنگ قانون و انضباط بر هر چیز مقدم است. این فرهنگ از تبعات انقلاب صنعتی و شیوع فردباوری و شیوه‌های نوین حکومت است.
شهرگرایی یا شهرباوری شیوهٔ تفکر و نگاهیست که بر شهر و محیط شهری و جنبه‌های مختلف آن نظر دارد.